# Vladimir Dubrovščik
Vladimir Dubrovščik (* 7. ledna 1972, Grodno) je bývalý běloruský atlet, mistr Evropy v hodu diskem z roku 1994.
Jeho prvním úspěchem byl titul juniorského mistra Evropy v hodu diskem v roce 1991. V roce 1994 v Helsinkách se stal evropským šampionem i mezi dospělými. Na mistrovství světa v Göteborgu o rok později vybojoval v diskařském finále stříbrnou medaili. Stejně úspěšný byl také v roce 1996 na olympiádě v Atlantě. Stal se pětkrát mistrem Běloruska v hodu diskem, osobní rekord – 69,28 m, vytvořil v roce 2000.